# Austrália nos Jogos Paralímpicos de Verão de 2012
A Austrália participou dos Jogos Paralímpicos de Verão de 2012, que ocorreram na cidade de Londres, no Reino Unido. Os Jogos de Londres foram os maiores até então, com 19 países estreando nessa edição.

## Medalhistas
| Atleta             | Esporte | Evento                           | Medalha |
| ------------------ | ------- | -------------------------------- | ------- |
| Matthew Cowdrey    | Natação | 50 metros livre masculino - S9   | Ouro    |
| Brenden Hall       | Natação | 400 metros livre masculino - S9  | Ouro    |
| Andrew Pasterfield | Natação | 50 metros livre masculino - S10  | Bronze  |
| Andrew Pasterfield | Natação | 100 metros livre masculino - S10 | Bronze  |

## Desempenho

### Levantamento de peso
Masculino
| Atletas         | Evento  | Resultado | Posição |
| --------------- | ------- | --------- | ------- |
| Abebe Fekadu    | -56 kg  | 158,0     | 8º      |
| Darren Gardiner | +100 kg | 231,0     | 4º      |

### Natação
Masculino
| Atletas            | Evento                 | Preliminares | Preliminares | Final       | Final       |             |             |
| Atletas            | Evento                 | Marca        | Posição      | Marca       | Posição     |             |             |
| ------------------ | ---------------------- | ------------ | ------------ | ----------- | ----------- | ----------- | ----------- |
| Grant Patterson    | 50 metros livre - S4   | 55s49        | 14º          | Não avançou | Não avançou |             |             |
| Matthew Haanappel  | 50 metros livre - S6   | 32s58 Q      | 7º           | 32s13       | 6º          |             |             |
| Reagan Wickens     | 50 metros livre - S6   | 37s19        | 16º          | Não avançou | Não avançou |             |             |
| Aaron Rhind        | 50 metros livre - S6   | 34s64        | 14º          | Não avançou | Não avançou |             |             |
| Matthew Levy       | 50 metros livre - S7   | 28s63 Q      | 3º           | 28s58       | 4º          |             |             |
| Blake Cochrane     | 50 metros livre - S8   | 27s81 Q      | 7º           | 27s64       | 6º          |             |             |
| Brenden Hall       | 50 metros livre - S9   | 27s27        | 12º          | Não avançou | Não avançou |             |             |
| Matthew Cowdrey    | 50 metros livre - S9   | 25s63 Q      | 1º           | 25s13       |             |             |             |
| Michael Auprince   | 50 metros livre - S9   | 27s24        | 12º          | Não avançou | Não avançou | Não avançou | Não avançou |
| Andrew Pasterfield | 50 metros livre - S10  | 24s14 Q      | 4º           | 23s89       |             |             |             |
| Michael Anderson   | 50 metros livre - S10  | 25s32        | 11º          | Não avançou | Não avançou |             |             |
| Rick Pendleton     | 50 metros livre - S10  | 26s26        | 17º          | Não avançou | Não avançou |             |             |
| Jeremy McClure     | 50 metros livre - S12  | 28s77        | 17º          | Não avançou | Não avançou |             |             |
| Timothy Antalfy    | 50 metros livre - S13  | 24s33 Q      | 2º           | 24s26       | 4º          |             |             |
| Sean Russo         | 50 metros livre - S13  | 25s48        | 11º          | Não avançou | Não avançou |             |             |
| Ahmed Kelly        | 100 metros livre - S4  | 2min10s72    | 16º          | Não avançou | Não avançou |             |             |
| Grant Patterson    | 100 metros livre - S4  | 1min54s53    | 14º          | Não avançou | Não avançou |             |             |
| Matthew Haanappel  | 100 metros livre - S6  | 1min10s95 Q  | 4º           | 1min09s88   | 5º          |             |             |
| Andrew Pasterfield | 100 metros livre - S10 | 53s01 Q      | 1º           | 52s77       |             |             |             |
| Michael Anderson   | 100 metros livre - S10 | 54s70 Q      | 6º           | 54s73       | 8º          |             |             |
| Timothy Antalfy    | 100 metros livre - S13 | 53s37 Q      | 3º           | 53s63       | 4º          |             |             |
| Sean Russo         | 100 metros livre - S13 | 55s97        | 13º          | Não avançou | Não avançou |             |             |
| Reagan Wickens     | 400 metros livre - S6  | 5min28s56 Q  | 4º           | 5min26s67   | 4º          |             |             |
| Brenden Hall       | 400 metros livre - S9  | 4min21s69 Q  | 1º           | 4min10s88   |             |             |             |
| Sean Russo         | 400 metros livre - S13 | 4min22s83 Q  | 6º           | 4min18s25   | 6º          |             |             |

Feminino
| Atletas              | Evento                   | Preliminares | Preliminares | Final       | Final       |
| Atletas              | Evento                   | Marca        | Posição      | Marca       | Posição     |
| -------------------- | ------------------------ | ------------ | ------------ | ----------- | ----------- |
| Ellie Cole           | 200 metros medley - SM9  | 2min44s31    | 9º           | Não avançou | Não avançou |
| Katherine Downie     | 200 metros medley - SM10 | 2min35s21 Q  | 4º           | 2min34s64   | 4º          |
| Teigan van Roosmalen | 200 metros medley - SM13 | 2min37s21 Q  | 5º           | 2min35s61   | 6º          |
| Prue Watt            | 200 metros medley - SM13 | 2min35s45 Q  | 3º           | 2min34s77   | 5º          |

### Tênis em cadeira de rodas
Masculino
| Atleta     | Evento  | Fase de 64                   | Fase de 32                 | Oitavas              | Quartas              | Semifinal            | Final                | Pos.        |
| Atleta     | Evento  | Adversário resultado         | Adversário resultado       | Adversário resultado | Adversário resultado | Adversário resultado | Adversário resultado | Pos.        |
| ---------- | ------- | ---------------------------- | -------------------------- | -------------------- | -------------------- | -------------------- | -------------------- | ----------- |
| Ben Weekes | Simples | ESP F. Tur Blanch V 6-4, 6-2 | NED T. Egberink D 2-6, 2-6 | Não avançou          | Não avançou          | Não avançou          | Não avançou          | Não avançou |